# Nichola Burley
Nichola Ann Burley(Leeds, 26 de dezembro de 1986) é uma atriz inglesa. Ela é mais conhecida por seus papéis em filmes como Born Equal , Drop Dead Gorgeous , Goldplated , Death Comes to Pemberley , Donkey Punch e StreetDance 3D.

## Ligações Externas
- Nichola Burley. no IMDb.